# Pentangle
A Pentangle brit együttes, melynek fő jellemzője, hogy a dzsesszt keveri a folk stílussal. Jelen vannak továbbá a folk-rock műfajában is. Az együttes kultikus státusznak örvend Angliában.  1968-ban alakultak meg. A zenekar csak a folk műfajokban játszik. Pályafutásuk alatt egyszer már feloszlottak, 1973-ban. 1981 óta azonban megint együtt vannak. Basket of Light című albumuk szerepel az 1001 lemez, amelyet hallanod kell, mielőtt meghalsz című könyvben.

## Tagjai
- Jacqui McShee – ének (1968-1973, 1981-)
- Gerry Conway – dobok (1987-)
- Spencer Cozens – billentyűk (1995-)
- Alan Thomson – basszusgitár, gitár (1995-)
- Gary Foote – furulya, szaxofon (2002-)

## Diszkográfia
- The Pentangle (1968)
- Sweet Child (1968)
- Basket of Light (1969)
- Cruel Sister (1970)
- Reflection (1971)
- Solomon's Seal (1972)
- Open the Door (1985)
- In the Round (1986)
- So Early in the Spring (1989)
- Think of Tomorrow (1991)
- One More Road (1993)
- Live 1994 (1995)
- About Thyme (1995)
- Passe Avant (1998)
- At the Little Theatre (2000)
- Feoffees' Lands (2005)
- Live in Concert (2011)
- Finale – An Evening with Pentangle (2016)